# Isuca
Isuca (イスカ, Isuka, stylisé ISUCA au Japon) est un manga écrit et dessiné par Osamu Takahashi. Il est prépublié depuis juillet 2009 dans le magazine Young Ace de l'éditeur Kadokawa Shoten et six tomes sont commercialisés en décembre 2014. Une adaptation en série télévisée d'animation produite par le studio Arms est diffusée entre janvier et mars 2015 sur Tokyo MX au Japon et en simulcast sur Crunchyroll dans les pays francophones.

## Synopsis
L'histoire tourne autour de Shin’ichirô, un étudiant qui obtient un emploi comme employé d'entretien pour payer son loyer. Il libère involontairement une étrange créature dans le monde, et apprend que son employeuse nommée Sakuya Shimazu est le chef du clan Shimizu qui chasse ces créatures. Shin’ichirô va alors coopérer avec Sakuya pour traquer ces démons.

## Personnages
Sakuya Shimazu (島津 朔邪, Shimazu Sakuya)
Shin’ichirô Asano (浅野 真一郎, Asano Shin'ichirō)
Nadeshiko Sōma (相馬 撫子, Sōma Nadeshiko)
Tamako (タマ子)
Suseri Shimazu (島津 須世璃, Shimazu Suseri)
Isuca (イスカ, Isuka)
Kanae (奏絵, Kanae)
Fumizuki (文月, Fumizuki)
Mari Sōma (相馬 茉莉, Sōma Mari)

## Manga
Le manga est écrit et dessiné par Osamu Takahashi. Il est prépublié depuis le 4 juillet 2009 dans le magazine Young Ace. Le premier volume relié est publié par Kadokawa Shoten le 21 mai 2010 et six tomes sont commercialisés au 29 décembre 2014.

## Anime
L'adaptation en série télévisée d'animation est annoncée en juin 2014. Celle-ci est produite au sein du studio Arms avec une réalisation d'Akira Iwanaga, un scénario de Masashi Suzuki et des compositions de Naoki Chiba et Susumu Akizuki. Elle est diffusée initialement à partir du 23 janvier 2015 sur Tokyo MX. Dans les pays francophones, la série est diffusée en simulcast par Crunchyroll.

### Liste des épisodes
| No | Titre en français | Titre original | Date de 1re diffusion |
| -- | ----------------- | -------------- | --------------------- |
| 1  | Rencontre         | 邂逅 Kaigō     | 23 janvier 2015       |
| 2  | Nom secret        | 真名 Mana      | 30 janvier 2015       |
| 3  | Discorde          | 対立 Tairitsu  | 6 février 2015        |
| 4  | Manœuvre secrète  | 暗躍 An'yaku   | 13 février 2015       |
| 5  | Œil de vérité     | 真眼 Shingan   | 20 février 2015       |
| 6  | Promesse          | 約束 Yakusoku  | 27 février 2015       |
| 7  | Clair-obscur      | 明暗 Meian     | 6 mars 2015           |
| 8  | Épreuve           | 試練 Shiren    | 13 mars 2015          |
| 9  | Assaut            | 襲撃 Shūgeki   | 20 mars 2015          |
| 10 | Dénouement        | 決着 Ketchaku  | 27 mars 2015          |

### Musique
| Générique | Épisodes | Début           | Début       | Fin              | Fin          |
| Générique | Épisodes | Titre           | Artiste     | Titre            | Artiste      |
| --------- | -------- | --------------- | ----------- | ---------------- | ------------ |
| 1         | 1 – 10   | Never say Never | Afilia Saga | Somebody to love | TWO-FORUMULA |

### Doublage
| Personnages      | Personnages      | Voix japonaises    |
| ---------------- | ---------------- | ------------------ |
| Sakuya Shimazu   | Sakuya Shimazu   | Ibuki Kido         |
| Shinichirō Asano | Shinichirō Asano | Keisuke Koumoto    |
| Nadeshiko Sōma   | Nadeshiko Sōma   | Saeko Zōgō         |
| Tamako           | Tamako           | Kaori Sadohara     |
| Suseri Shimazu   | Suseri Shimazu   | Mao Ichimichi      |
| Isuca            | Isuca            | Ayumi Fujimura     |
| Kanae            | Kanae            | Sarah Emi Bridcutt |
| Fumizuki         | Fumizuki         | Yumeha Kōda        |
| Mari Sōma        | Mari Sōma        | Akane Kohinata     |